# Pantoporia dahana
Pantoporia dahana är en fjärilsart som beskrevs av Napoleon Manuel Kheil 1884. Pantoporia dahana ingår i släktet Pantoporia och familjen praktfjärilar. Inga underarter finns listade i Catalogue of Life.